# Linhartovy (železniční zastávka)
Linhartovy jsou železniční zastávka poblíž centrální části vesnice Linhartovy, což je část Města Albrechtic. Leží v km 7,073 železniční trati Šumperk–Krnov mezi stanicemi Město Albrechtice a Krnov.

## Historie
Zastávka nesla původně německý název Geppersdorf. Od roku 1918 byla pojmenována Linhartovy, pak se v letech 1938-1945 vrátil původní název Geppersdorf a poté opět Linhartovy.
V listopadu 2021 započala oprava budovy zastávky, práce trvaly 6 měsíců a v jejich rámci došlo ke statickému zajištění budovy, byla opravena fasády, vyměněny byly výplně oken i dveří.

## Popis zastávky
Zastávka ležící na jednokolejné trati je vybavena jednostranným vnějším nástupištěm o délce 50 m a s nástupní hranou ve výšce 250 mm nad temenem kolejnice. Nástupiště bylo v rámci rekonstrukce zastávky v roce 2021 vydlážděno, původně mělo povrch ze štěrkodrti se zpevněnou nástupní hranou.

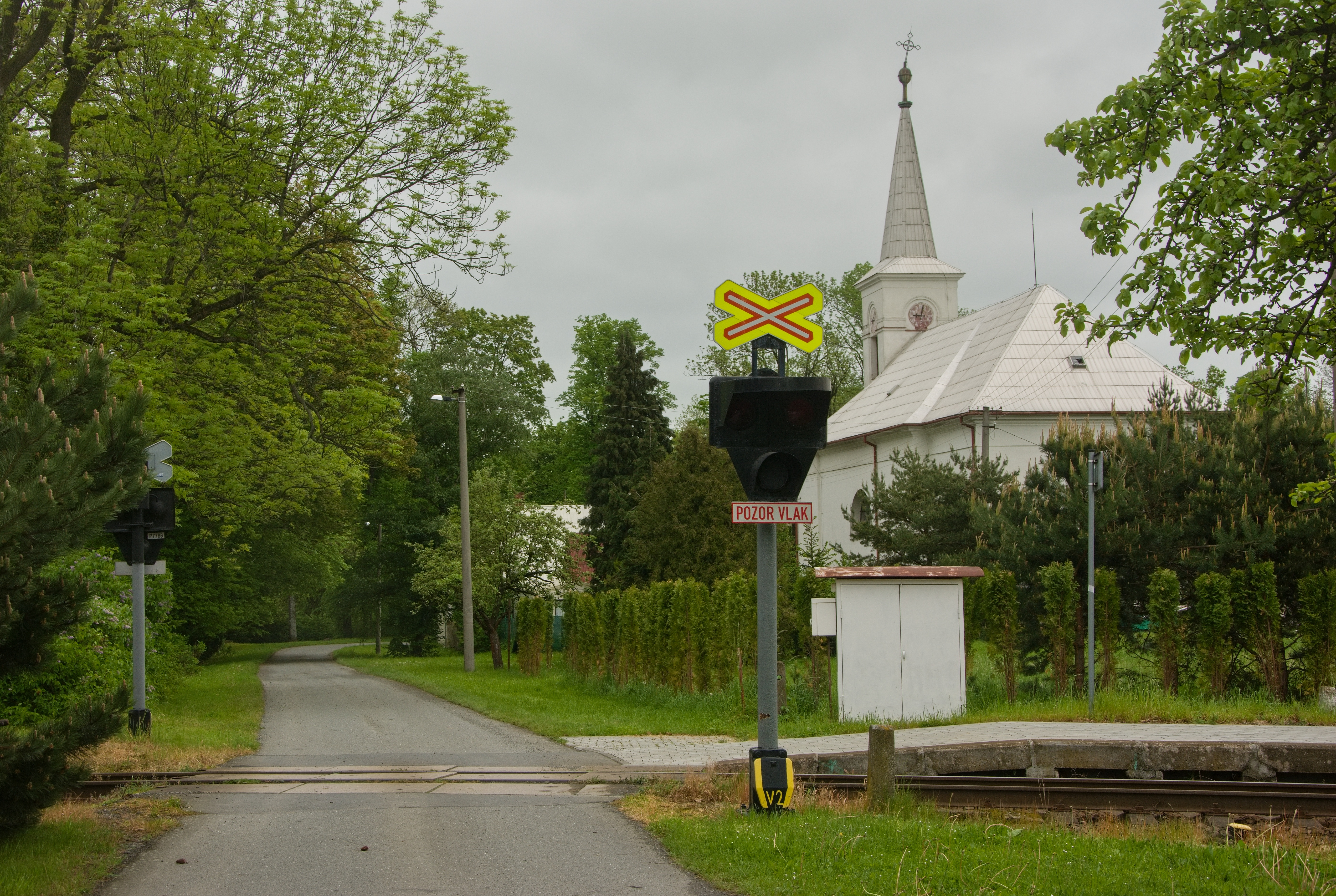
Přejezd u zastávky

V zastávce je elektrické osvětlení ovládané automaticky soumrakovým čidlem. Cestujícím slouží krytá čekárna bez vytápění. Přístup na nástupiště je bezbariérový.
V bezprostřední blízkosti zastávky se v km 7,107 nachází železniční přejezd P7786, na kterém železniční trať kříží místní komunikace. Přejezd je vybaven světelným zabezpečovacím zařízením bez závor.
V zastávce se neprodávají jízdenky, odbavení cestujících probíhá ve vlaku.

## Provoz osobní dopravy

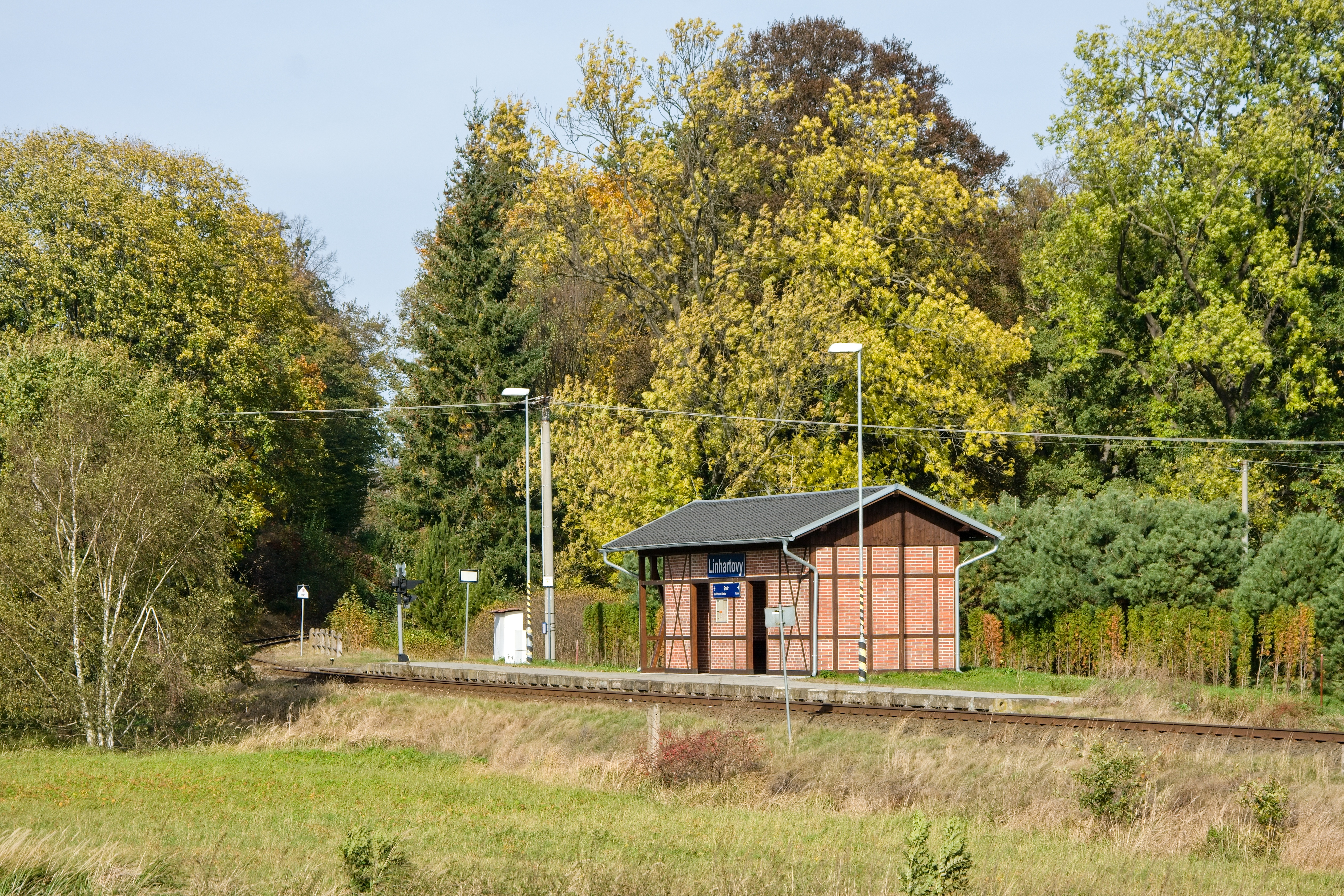
Celkový pohled na zastávku

Vlaky ČD a zastávka jsou součástí ODIS a integrovaný v dopravním systému Esko jako linka S 15. V zastávce zastavují přímé osobní a spěšné vlaky ve směrech Głuchołazy, Jeseník, Jindřichov ve Slezsku, Krnov a Opava východ.